# Daillecourt
Daillecourt ist eine französische Gemeinde mit 72 Einwohnern (Stand 1. Januar 2022) im Département Haute-Marne in der Region Grand Est; sie gehört zum Arrondissement Chaumont.

## Geografie
Daillecourt liegt in einem Seitental der oberen Maas, rund 27 Kilometer östlich der Stadt Chaumont im Osten des Départements Haute-Marne.

## Geschichte
Die Mechanisierung der Landwirtschaft führte zu einer starken Abwanderung im späten 19. Jahrhundert und im 20. Jahrhundert. Daillecourt gehört historisch zur Region Bailliage de Chaumont innerhalb der Provinz Champagne. Der Ort gehörte von 1793 bis 1801 zum District Bourmont und zudem von 1793 bis 2015 zum Kanton Clefmont.

## Bevölkerungsentwicklung
| Jahr                       | 1962 | 1968 | 1975 | 1982 | 1990 | 1999 | 2006 | 2012 | 2019 |
| Einwohner                  | 156  | 139  | 112  | 131  | 107  | 90   | 76   | 84   | 72   |
| Quellen: Cassini und INSEE |      |      |      |      |      |      |      |      |      |

## Sehenswürdigkeiten
- Kirche Saint-Martin aus dem Jahr 1833[1]
- Wegkreuz an der Kreuzung der D74 und der D228

## Persönlichkeiten
- Antoine Clairiard de Choiseul de Beaupré (1707–1774), Erzbischof von Besançon 1754–1774